# ثقافات الفحص
ثقافة الفحص هو نوع من الاختبار الطبي الذي يتم للعثور على عدوى. غالبًا ما يتم إجراء الثقافات الكشفية للعثور على التهابات لا تظهر عليها علامات وأعراض.

## أنواع ثقافات الفحص
تأتي مجموعة B المكورات العقدية في الفترة المحيطة ب من عدوى داخل الرحم لجنين من انتشار المكورات العقدية المجموعة B من مهبل امرأة مستعمرة عادة ما تكون غير مُعَرضة. تظهر الدراسات الطبية أن الثقافات فحص ما قبل الولادة تقلل من حدوث مرض العقديات المجموعة ب في الفترة المحيطة. وتظهر الدراسات التي أجريت على مؤسسات منفردة أو منظمات صيانة صحية أن المؤسسات التي لديها سياسة فحص قائمة على الثقافة لديها ما يقرب من 90 في المائة من النساء اللاتي يقدمن فحصاً موثقاً لـ GBS، وتلقى ما يقرب من 90 في المائة من النساء المصابات بمضادات حيوية داخل الولادة.وقد أشارت تحليلات فعالية التكاليف للاستراتيجيات القائمة على الفرز والمخاطر إلى أنه على الرغم من أن التكاليف الأولية المرتبطة بجمع العينات ومعالجتها تجعل إستراتيجية الفرز أكثر تكلفة من النهج القائم على المخاطر، فإن الوفورات الإجمالية في التكاليف الناجمة عن الوقاية من الأمراض لا تختلف اختلافاً كبيراً بين الاستراتيجيات.
توفر وحدات العناية المركزة في المستشفيات الرئيسية بشكل روتيني مسحات الأنف أو الفخذ أو الإبط لفحص المكورات العنقودية الذهبية المقاومة للميثيسيلين (MRSA) أو الكائنات متعددة المقاومة (MRO).